# Машкану
Машкану́ (исп. Maxcanú) — небольшой город в Мексике, штат Юкатан, входит в состав одноимённого муниципалитета и является его административным центром. Численность населения, по данным переписи 2010 года, составила 12 621 человек.

## Общие сведения
Название Maxcanú с майянского языка можно перевести по-разному: войско кануль с бородками или четыре обезьяны.
Поселение было основано в доиспанский период, а первое упоминание относится к 1734 году, когда поселение стало энкомьендой с 256 индейцами под управлением дона Хосе Доминго Пардио. В 1900 году Машкану приобретает статус вилья и становится административным центром собственного муниципалитета.

## Фотографии

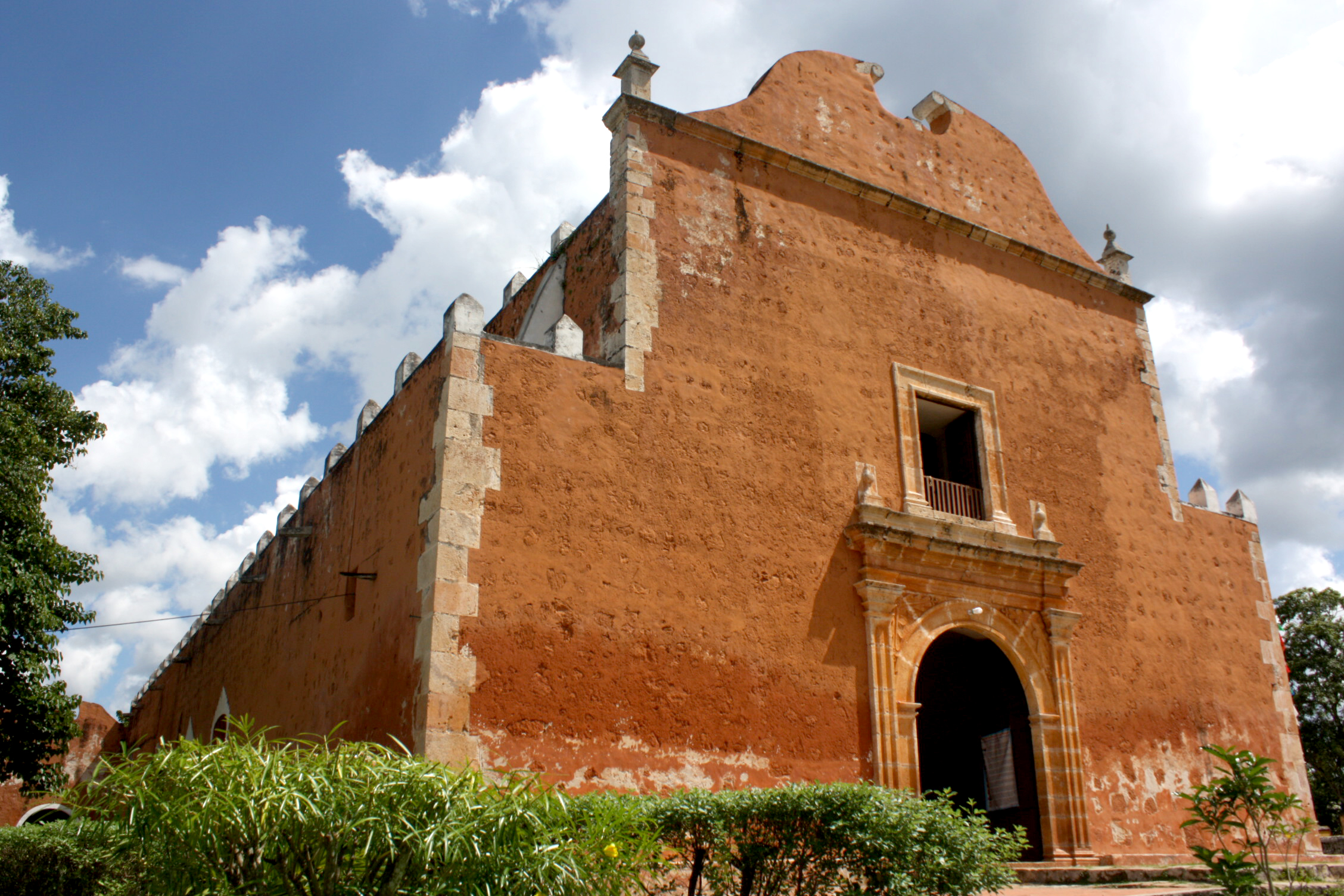
Церковь Архангела Михаила
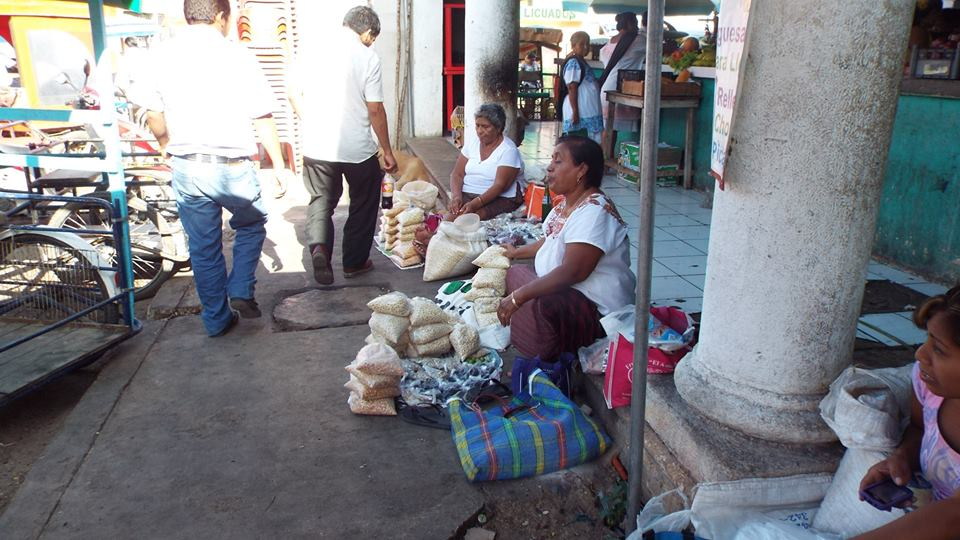
Рынок в Машкану